# Los Tubos Fraccionamiento
Los Tubos Fraccionamiento är en ort i Mexiko.   Den ligger i kommunen Ixtlahuacán de los Membrillos och delstaten Jalisco, i den centrala delen av landet, 400 km väster om huvudstaden Mexico City. Los Tubos Fraccionamiento ligger 1 528 meter över havet och antalet invånare är 102.
Terrängen runt Los Tubos Fraccionamiento är kuperad åt sydost, men åt nordväst är den platt. Runt Los Tubos Fraccionamiento är det tätbefolkat, med 636 invånare per kvadratkilometer. Närmaste större samhälle är Chapala, 12,0 km söder om Los Tubos Fraccionamiento. I omgivningarna runt Los Tubos Fraccionamiento växer huvudsakligen savannskog.